# Polygynie (sociologie)

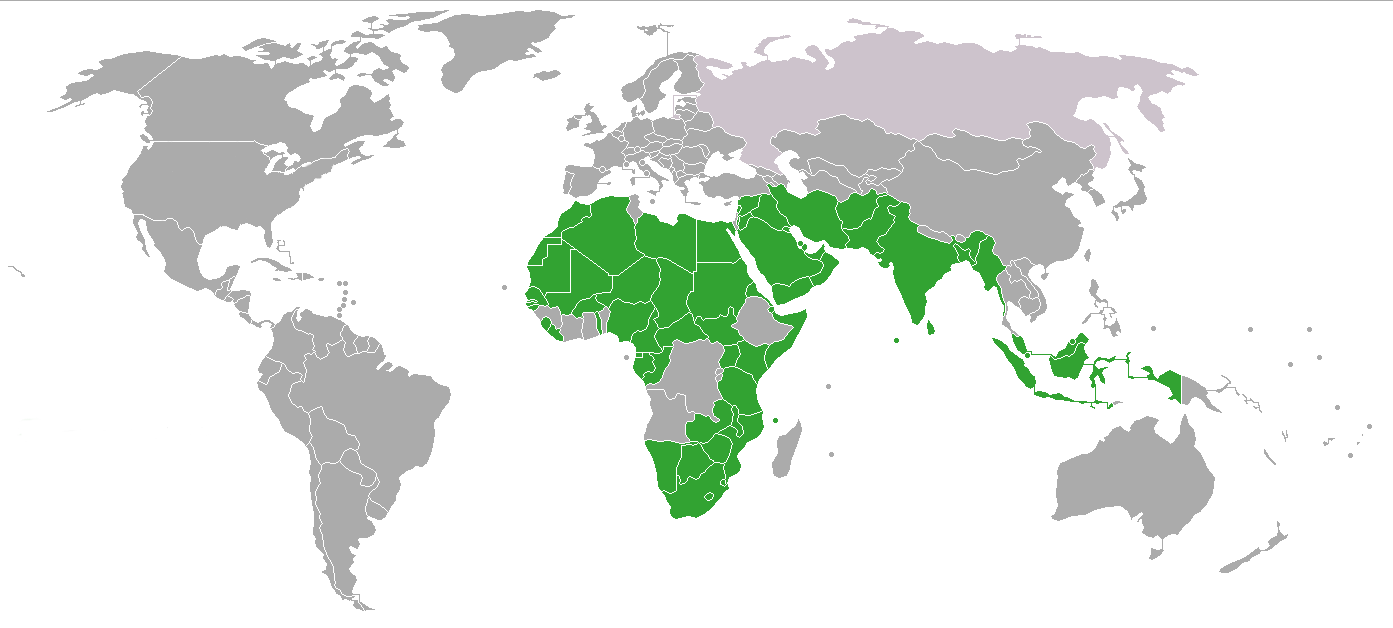
Landen waar polygamie wordt geaccepteerd (in 2006).

Polygynie of veelwijverij is de vorm van polygamie waarbij één man met meer dan één vrouw is getrouwd. De term is afkomstig van de Griekse woorden poly (veel) en gunè (vrouw). Het antoniem van polygynie is polyandrie, waarbij één vrouw meer dan één partner heeft.
Polygynie is in de meeste etnografische regio's meer algemeen dan polyandrie en in een beperkt aantal gebieden zelfs algemener dan monogamie. Het betreft dan voornamelijk specifieke gebieden in de staat Utah in de Verenigde Staten, waar sinds de 19e eeuw polygyne gezinnen bestaan. Desondanks is polygynie, evenals polygamie, in een groot deel van de wereld verboden.

## Islam
In de islam is polygynie toegestaan tot een maximum van vier vrouwen. Polyandrie is verboden.
In Marokko is polygynie toegestaan, maar sinds de invoering van de nieuwe Mudawana (familiewet) van 2003/2004 kan een man daar alleen een tweede vrouw trouwen onder de volgende voorwaarden: 
- wanneer de eerste vrouw ermee instemt
- wanneer de man over voldoende financiële middelen beschikt.